# 2. ŽNL Osječko-baranjska NS Našice 2015./16.
Ligu je osvojila NK Iskrica Šaptinovci, ali nije uspjela u kvalifikacijama za 1. ŽNL Osječko-baranjsku izboriti plasman u viši rang. Iz lige su u 3. ŽNL Osječko-baranjsku ispali NK Martin i NK Brezik Brezik Našički.

## Tablica
| Mj. | Klub                            | Sus. | Pobj. | Ner. | Por. | GR.    | Bod. |
| --- | ------------------------------- | ---- | ----- | ---- | ---- | ------ | ---- |
| 1.  | NK Iskrica Šaptinovci           | 26   | 19    | 3    | 4    | 62:19  | 60   |
| 2.  | NK Croatia Velimirovac          | 26   | 16    | 5    | 5    | 73:24  | 53   |
| 3.  | NK Lila                         | 26   | 16    | 2    | 8    | 74:45  | 50   |
| 4.  | NK Poganovci                    | 26   | 15    | 2    | 9    | 70:41  | 47   |
| 5.  | NK Motičina Donja Motičina      | 26   | 14    | 3    | 9    | 58:35  | 45   |
| 6.  | NK Omladinac Vukojevci          | 26   | 12    | 5    | 9    | 53:46  | 41   |
| 7.  | NK Polet Bokšić                 | 26   | 13    | 2    | 11   | 33:28  | 41   |
| 8.  | NK Mladost Stipanovci           | 26   | 13    | 2    | 11   | 51:48  | 41   |
| 9.  | NK Zoljan                       | 26   | 12    | 3    | 11   | 60:50  | 39   |
| 10. | NK Seljak Koška                 | 26   | 10    | 6    | 10   | 48:53  | 36   |
| 11. | NK Željezničar Markovac Našički | 26   | 9     | 1    | 16   | 49:63  | 28   |
| 12. | NK Omladinac Niza               | 26   | 6     | 5    | 15   | 30:66  | 23   |
| 13. | NK Brezik Brezik Našički        | 26   | 4     | 2    | 20   | 27:77  | 14   |
| 14. | NK Martin                       | 26   | 1     | 3    | 22   | 15:108 | 6    |

## Rezultati
| NK Zoljan - NK Iskrica Šaptinovci 2:1 NK Omladinac Niza - NK Motičina Donja Motičina 1:2 NK Brezik Brezik Našički - NK Željezničar Markovac Našički 1:1 NK Croatia Velimirovac - NK Poganovci 3:2 NK Mladost Stipanovci - NK Polet Bokšić 1:3 NK Omladinac Vukojevci - NK Lila 2:4 NK Martin - NK Seljak Koška 0:2          | NK Iskrica Šaptinovci - NK Seljak Koška 6:0 NK Lila - NK Martin 5:2 NK Polet Bokšić - NK Omladinac Vukojevci 0:0 NK Poganovci - NK Mladost Stipanovci 5:0 NK Željezničar Markovac Našički - NK Croatia Velimirovac 1:5 NK Motičina Donja Motičina - NK Brezik Brezik Našički 4:1 NK Zoljan - NK Omladinac Niza 2:0                  | NK Omladinac Niza - NK Iskrica Šaptinovci 1:1 NK Brezik Brezik Našički - NK Zoljan 0:4 NK Croatia Velimirovac - NK Motičina Donja Motičina 0:2 NK Mladost Stipanovci - NK Željezničar Markovac Našički 2:0 NK Omladinac Vukojevci - NK Poganovci 4:0 NK Martin - NK Polet Bokšić 0:2 NK Seljak Koška - NK Lila 0:5                     |
| NK Iskrica Šaptinovci - NK Lila 4:0 NK Polet Bokšić - NK Seljak Koška 1:1 NK Poganovci - NK Martin 7:0 NK Željezničar Markovac Našički - NK Omladinac Vukojevci 1:2 NK Motičina Donja Motičina - NK Mladost Stipanovci 4:1 NK Zoljan - NK Croatia Velimirovac 1:3 NK Omladinac Niza - NK Brezik Brezik Našički 1:0          | NK Brezik Brezik Našički - NK Iskrica Šaptinovci 2:5 NK Croatia Velimirovac - NK Omladinac Niza 8:0 NK Mladost Stipanovci - NK Zoljan 8:2 NK Omladinac Vukojevci - NK Motičina Donja Motičina 0:3 NK Martin - NK Željezničar Markovac Našički 0:5 NK Seljak Koška - NK Poganovci 0:0 NK Lila - NK Polet Bokšić 1:0                  | NK Iskrica Šaptinovci - NK Polet Bokšić 1:0 NK Poganovci - NK Lila 2:1 NK Željezničar Markovac Našički - NK Seljak Koška 5:1 NK Motičina Donja Motičina - NK Martin 4:0 NK Zoljan - NK Omladinac Vukojevci 5:1 NK Omladinac Niza - NK Mladost Stipanovci 2:3 NK Brezik Brezik Našički - NK Croatia Velimirovac 0:3                     |
| NK Croatia Velimirovac - NK Iskrica Šaptinovci 3:1 NK Mladost Stipanovci - NK Brezik Brezik Našički 2:4 NK Omladinac Vukojevci - NK Omladinac Niza 2:0 NK Martin - NK Zoljan 1:1 NK Seljak Koška - NK Motičina Donja Motičina 3:0 NK Lila - NK Željezničar Markovac Našički 5:1 NK Polet Bokšić - NK Poganovci 0:1          | NK Iskrica Šaptinovci - NK Poganovci 1:0 NK Željezničar Markovac Našički - NK Polet Bokšić 1:4 NK Motičina Donja Motičina - NK Lila 5:1 NK Zoljan - NK Seljak Koška 7:0 NK Omladinac Niza - NK Martin 4:0 NK Brezik Brezik Našički - NK Omladinac Vukojevci 2:0 NK Croatia Velimirovac - NK Mladost Stipanovci 6:0                  | NK Mladost Stipanovci - NK Iskrica Šaptinovci 1:1 NK Omladinac Vukojevci - NK Croatia Velimirovac 2:2 NK Martin - NK Brezik Brezik Našički 0:0 NK Seljak Koška - NK Omladinac Niza 1:1 NK Lila - NK Zoljan 1:1 NK Polet Bokšić - NK Motičina Donja Motičina 1:0 NK Poganovci - NK Željezničar Markovac Našički 2:0                     |
| NK Iskrica Šaptinovci - NK Željezničar Markovac Našički 9:0 NK Motičina Donja Motičina - NK Poganovci 3:0 NK Zoljan - NK Polet Bokšić 0:2 NK Omladinac Niza - NK Lila 2:1 NK Brezik Brezik Našički - NK Seljak Koška 5:0 NK Croatia Velimirovac - NK Martin 4:1 NK Mladost Stipanovci - NK Omladinac Vukojevci 0:1          | NK Omladinac Vukojevci - NK Iskrica Šaptinovci 0:6 NK Martin - NK Mladost Stipanovci 3:3 NK Seljak Koška - NK Croatia Velimirovac 0:2 NK Lila - NK Brezik Brezik Našički 6:0 NK Polet Bokšić - NK Omladinac Niza 1:0 NK Poganovci - NK Zoljan 4:0 NK Željezničar Markovac Našički - NK Motičina Donja Motičina 2:0                  | NK Iskrica Šaptinovci - NK Motičina Donja Motičina 3:0 NK Zoljan - NK Željezničar Markovac Našički 2:3 NK Omladinac Niza - NK Poganovci 2:2 NK Brezik Brezik Našički - NK Polet Bokšić 0:1 NK Croatia Velimirovac - NK Lila 3:1 NK Mladost Stipanovci - NK Seljak Koška 3:0 NK Omladinac Vukojevci - NK Martin 5:0                     |
| NK Martin - NK Iskrica Šaptinovci 0:1 NK Seljak Koška - NK Omladinac Vukojevci 1:1 NK Lila - NK Mladost Stipanovci 5:2 NK Polet Bokšić - NK Croatia Velimirovac 2:1 NK Poganovci - NK Brezik Brezik Našički 7:0 NK Željezničar Markovac Našički - NK Omladinac Niza 5:0 NK Motičina Donja Motičina - NK Zoljan 2:4          | NK Iskrica Šaptinovci - NK Zoljan 1:0 NK Motičina Donja Motičina - NK Omladinac Niza 6:0 NK Željezničar Markovac Našički - NK Brezik Brezik Našički 1:0 NK Poganovci - NK Croatia Velimirovac 0:4 NK Polet Bokšić - NK Mladost Stipanovci 0:2 NK Lila - NK Omladinac Vukojevci 4:0 NK Seljak Koška - NK Martin 4:0                  | NK Seljak Koška - NK Iskrica Šaptinovci 1:0 NK Martin - NK Lila 0:3 NK Omladinac Vukojevci - NK Polet Bokšić 0:3 NK Mladost Stipanovci - NK Poganovci 1:0 NK Croatia Velimirovac - NK Željezničar Markovac Našički 3:1 NK Brezik Brezik Našički - NK Motičina Donja Motičina 0:2 NK Omladinac Niza - NK Zoljan 0:5                     |
| NK Iskrica Šaptinovci - NK Omladinac Niza 2:1 NK Zoljan - NK Brezik Brezik Našički 4:2 NK Motičina Donja Motičina - NK Croatia Velimirovac 0:0 ↓1 NK Željezničar Markovac Našički - NK Mladost Stipanovci 2:0 NK Poganovci - NK Omladinac Vukojevci 4:0 NK Polet Bokšić - NK Martin 2:0 ↓1 NK Lila - NK Seljak Koška 4:2 ↓2 | NK Lila - NK Iskrica Šaptinovci 0:1 NK Seljak Koška - NK Polet Bokšić 3:1 NK Martin - NK Poganovci 0:5 NK Omladinac Vukojevci - NK Željezničar Markovac Našički 4:1 NK Mladost Stipanovci - NK Motičina Donja Motičina 0:2 NK Croatia Velimirovac - NK Zoljan 3:0 NK Brezik Brezik Našički - NK Omladinac Niza 0:1 ↓3               | NK Iskrica Šaptinovci - NK Brezik Brezik Našički 2:1 NK Omladinac Niza - NK Croatia Velimirovac 1:1 NK Zoljan - NK Mladost Stipanovci 09. travnja 2016 2:4 NK Motičina Donja Motičina - NK Omladinac Vukojevci 0:2 NK Željezničar Markovac Našički - NK Martin 9:0 ↓4 NK Poganovci - NK Seljak Koška 2:7 NK Polet Bokšić - NK Lila 1:2 |
| NK Polet Bokšić - NK Iskrica Šaptinovci 1:2 NK Lila - NK Poganovci 2:1 NK Seljak Koška - NK Željezničar Markovac Našički 4:1 NK Martin - NK Motičina Donja Motičina 2:6 NK Omladinac Vukojevci - NK Zoljan 2:2 NK Mladost Stipanovci - NK Omladinac Niza 1:0 NK Croatia Velimirovac - NK Brezik Brezik Našički 5:1          | NK Iskrica Šaptinovci - NK Croatia Velimirovac 2:1 NK Brezik Brezik Našički - NK Mladost Stipanovci 0:3 NK Omladinac Niza - NK Omladinac Vukojevci 1:1 NK Zoljan - NK Martin 7:1 NK Motičina Donja Motičina - NK Seljak Koška 2:2 NK Željezničar Markovac Našički - NK Lila 3:0 NK Poganovci - NK Polet Bokšić 2:1                  | NK Poganovci - NK Iskrica Šaptinovci 4:2 NK Polet Bokšić - NK Željezničar Markovac Našički 1:0 NK Lila - NK Motičina Donja Motičina 3:1 NK Seljak Koška - NK Zoljan 4:0 NK Martin - NK Omladinac Niza 30. travnja 2016 3:5 NK Omladinac Vukojevci - NK Brezik Brezik Našički 9:2 ↓5 NK Mladost Stipanovci - NK Croatia Velimirovac 1:0 |
| NK Iskrica Šaptinovci - NK Mladost Stipanovci 2:0 NK Croatia Velimirovac - NK Omladinac Vukojevci 0:1 NK Brezik Brezik Našički - NK Martin 0:1 NK Omladinac Niza - NK Seljak Koška 0:2 NK Zoljan - NK Lila 1:3 NK Motičina Donja Motičina - NK Polet Bokšić 4:1 NK Željezničar Markovac Našički - NK Poganovci 3:5          | NK Željezničar Markovac Našički - NK Iskrica Šaptinovci 0:1 NK Poganovci - NK Motičina Donja Motičina 6:2 NK Polet Bokšić - NK Zoljan 1:2 NK Lila - NK Omladinac Niza 9:2 NK Seljak Koška - NK Brezik Brezik Našički 5:0 NK Martin - NK Croatia Velimirovac 0:6 NK Omladinac Vukojevci - NK Mladost Stipanovci 1:0                  | NK Iskrica Šaptinovci - NK Omladinac Vukojevci 3:1 NK Mladost Stipanovci - NK Martin 5:1 NK Croatia Velimirovac - NK Seljak Koška 2:2 NK Brezik Brezik Našički - NK Lila 1:5 NK Omladinac Niza - NK Polet Bokšić 0:1 NK Zoljan - NK Poganovci 1:2 NK Motičina Donja Motičina - NK Željezničar Markovac Našički 4:0                     |
| NK Motičina Donja Motičina - NK Iskrica Šaptinovci 0:0 NK Željezničar Markovac Našički - NK Zoljan 1:3 NK Poganovci - NK Omladinac Niza 5:0 NK Polet Bokšić - NK Brezik Brezik Našički 3:1 NK Lila - NK Croatia Velimirovac 2:2 NK Seljak Koška - NK Mladost Stipanovci 1:2 NK Martin - NK Omladinac Vukojevci 0:9          | NK Iskrica Šaptinovci - NK Martin 4:0 NK Omladinac Vukojevci - NK Seljak Koška 3:2 NK Mladost Stipanovci - NK Lila 6:1 NK Croatia Velimirovac - NK Polet Bokšić 29. travnja 2016 3:0 NK Brezik Brezik Našički - NK Poganovci 4:2 NK Omladinac Niza - NK Željezničar Markovac Našički 5:2 NK Zoljan - NK Motičina Donja Motičina 2:0 | |

## Kvalifikacije za 1. ŽNL Osječko-baranjsku
5. lipnja 2016.: NK Iskrica Šaptinovci - NK Polet Semeljci 1:2
11. lipnja 2016.: NK Polet Semeljci - NK Iskrica Šaptinovci 2:0
U 1. ŽNL Osječko-baranjsku se plasirao NK Polet Semeljci.